# ان‌جی‌سی ۴۲۱۴
ان‌جی‌سی ۴۲۱۴ (انگلیسی: NGC 4214) نام یک کهکشان کوتوله در صورت فلکی تازی‌ها است.